# Alhagi
Alhagi ist eine Pflanzengattung innerhalb der Familie der Hülsenfrüchtler (Fabaceae). Die fünf bis sechs Arten sind von Zentralasien bis in den Mittelmeerraum und nach Nordafrika verbreitet. Sie können zur Stabilisierung von Sand und als Futterpflanzen verwendet werden.

## Beschreibung

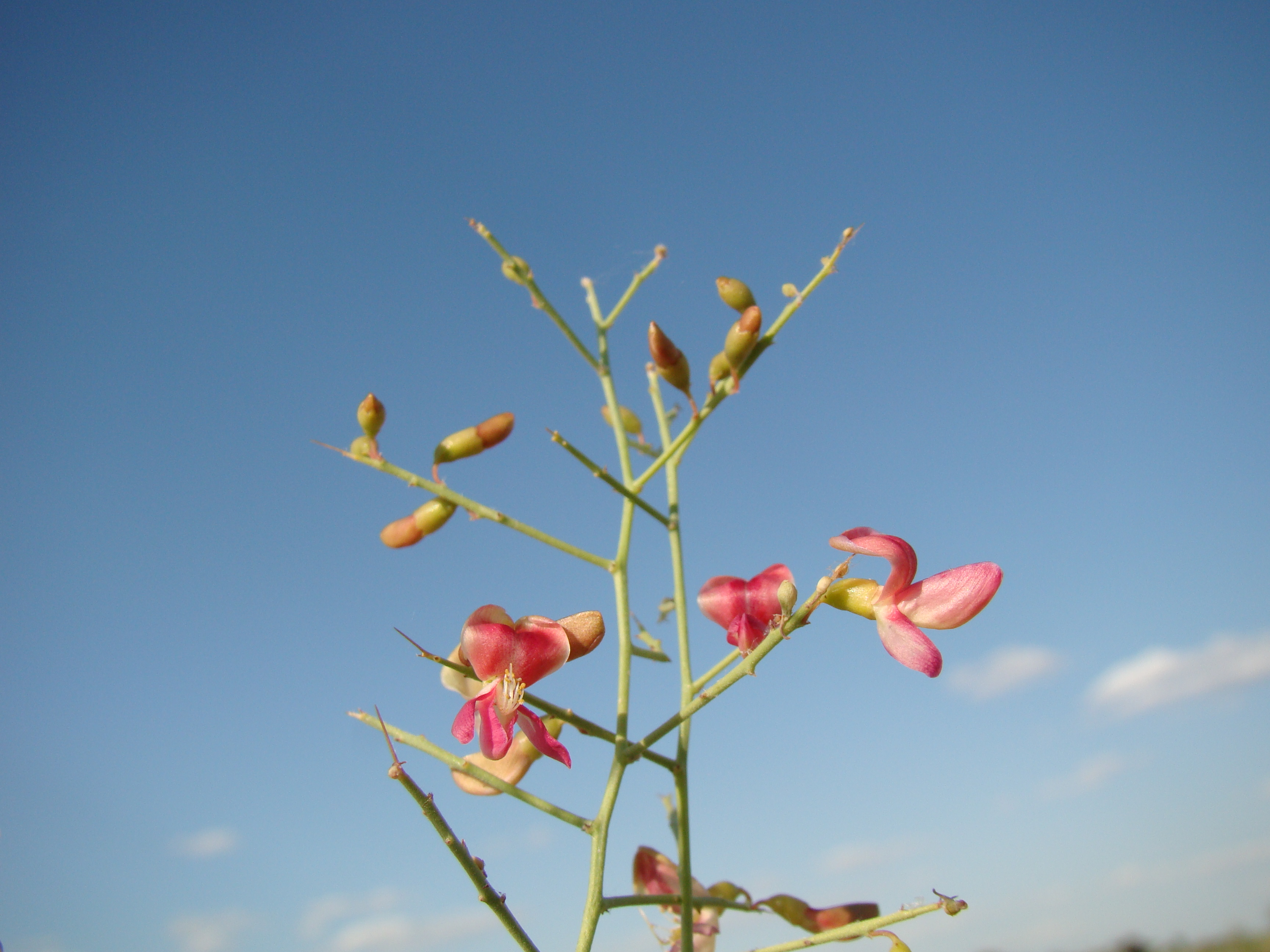
Alhagi maurorum

### Vegetative Merkmale
Alhagi-Arten sind Halbsträucher, selten auch ausdauernde krautige Pflanzen.
Die wechselständigen Laubblätter sind kurz gestiel bis fast sitzend. Die Blattspreite besteht aus nur einem Blättchen (unifoliolate) oder sie ist, nach anderer Auffassung, einfach. Das Blättchen oder die Blattspreite ist ganzrandig. Die Nebenblätter sind pfriemlich.

### Generative Merkmale
Die seitenständigen traubigen Blütenstände besitzen Tragblätter und Vorblätter.
Die zwittrigen Schmetterlingsblüten sind zygomorph und fünfzählig mit doppelter Blütenhülle. Der Kelch ist glockenförmig und weist fünf ungleich lange Zähne auf. Die Blütenkrone ist rot bis purpurfarben. Neun Staubblätter sind in einer Gruppe zusammengefasst, eines ist frei (diadelpisch). Der Fruchtknoten besitzt zahlreiche Samenanlagen. Die Narbe ist kopfig.
Die Hülsenfrüchte sind gegliedert, perlschnurförmig und öffnen sich nicht.

## Systematik und Verbreitung

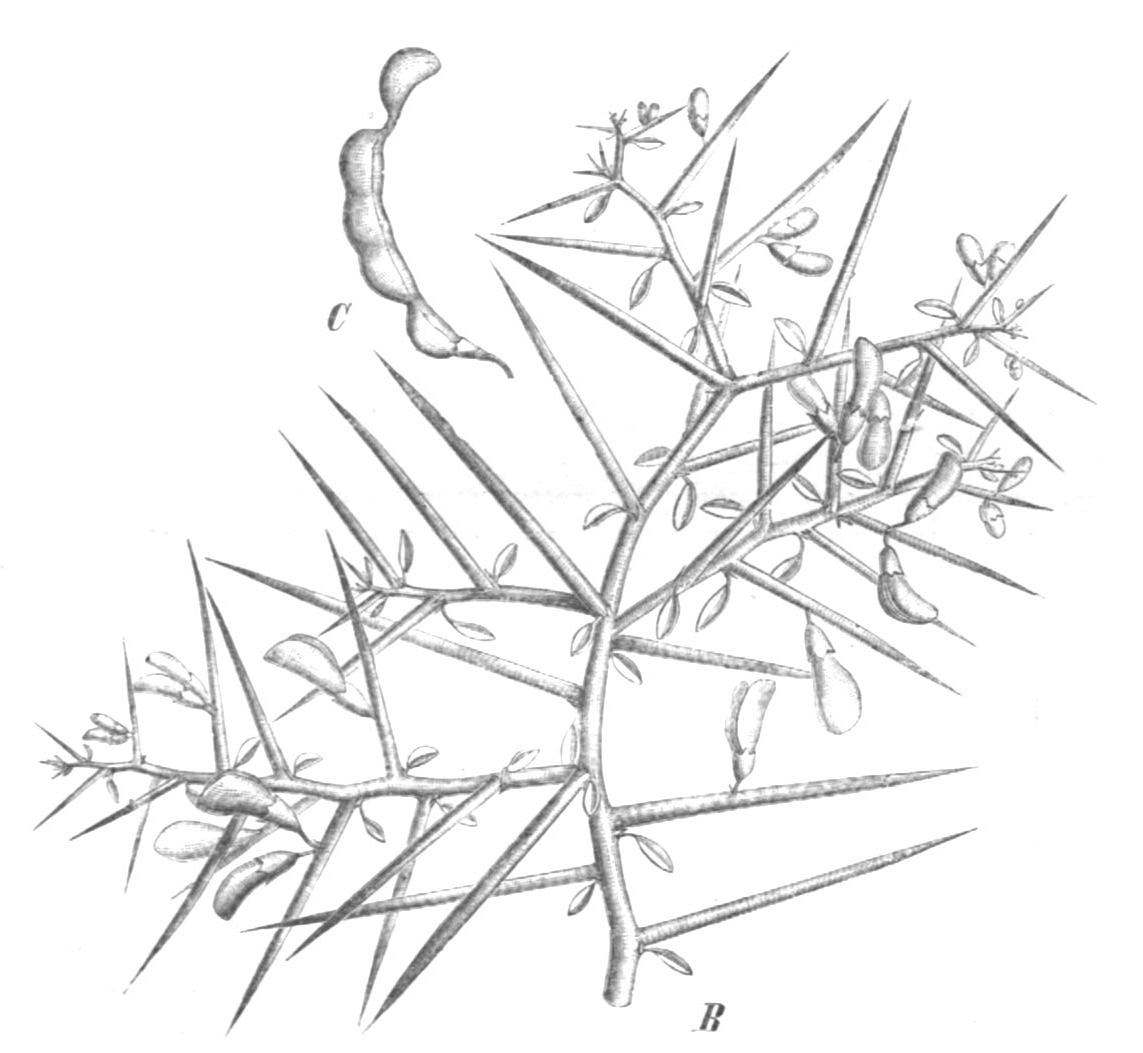
Illustration von Alhagi maurorum

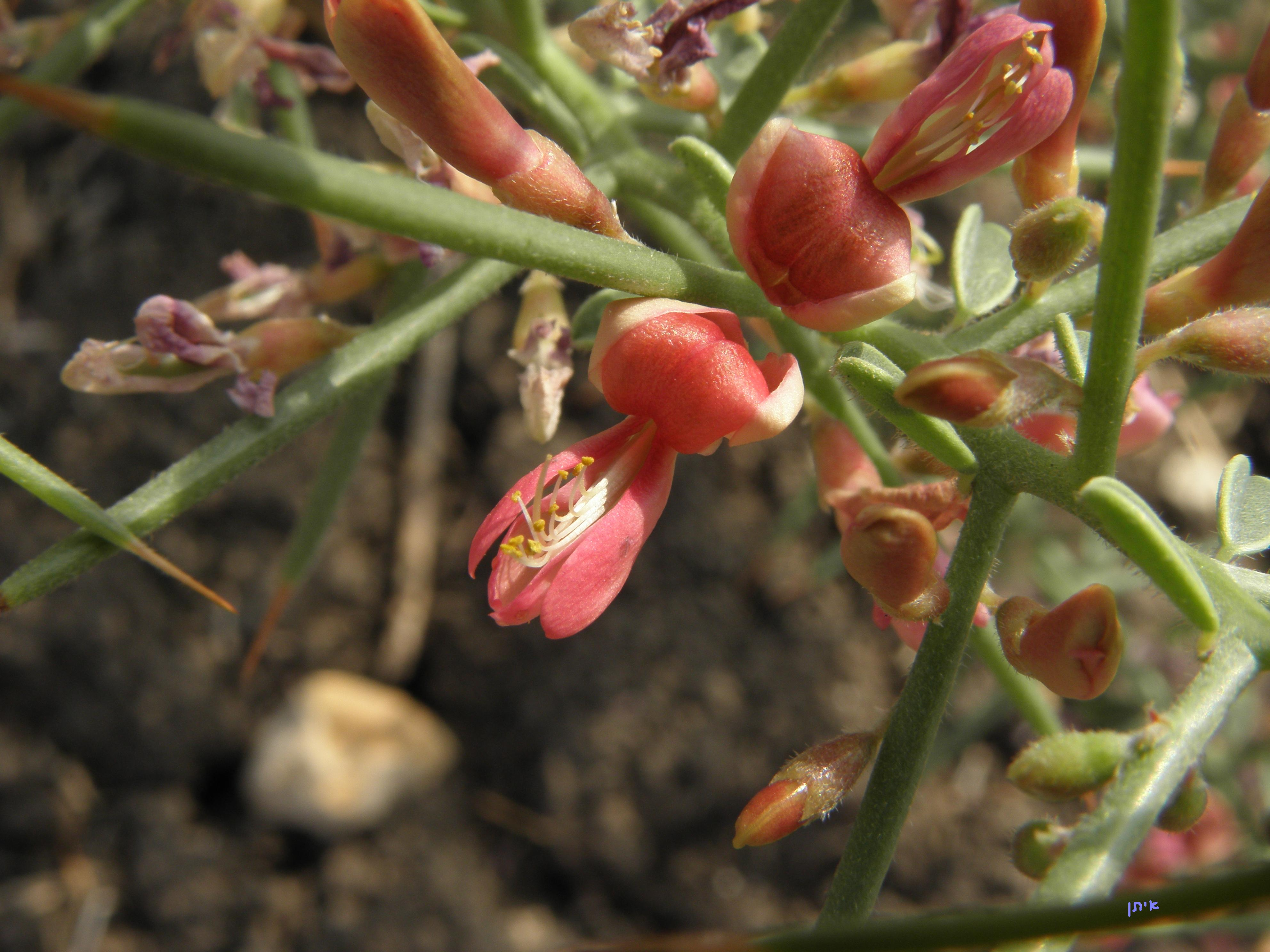
Blüten von Alhagi maurorum

Die Gattung Alhagi wurde 1755 von Abraham Gagnebin in Helvetica, Physico-Mathematico-Anatomico-Botanico-Medica, Band 2, S. 59 aufgestellt.
Die Gattung Alhagi gehört zur Tribus Hedysareae in der Unterfamilie der Schmetterlingsblütler (Faboideae) innerhalb der Familie der Hülsenfrüchtler (Fabaceae).
Das natürliche Verbreitungsgebiet der Gattung Alhagi umfasst Zentralasien, China, die Mongolei, Nepal und den Mittelmeerraum einschließlich Nordafrika.
Es gibt fünf oder sechs Alhagi-Arten:
- Alhagi canescens (Regel) B.Keller & Shap.: Sie kommt in Afghanistan und in Zentralasien vor.[3]
- Alhagi graecorum Boiss. (Syn.: Alhagi mannifera Jaub. & Spach, Alhagi maurorum auct. non Medik., Alhagi tournefortii Heldr.)[3]: Sie kommt in Griechenland, Algerien, Libyen, Ägypten, auf der Arabischen Halbinsel, auf Zypern, in der Türkei und in Westasien vor.[2]
- Alhagi kirghisorum Schrenk: Sie kommt in Afghanistan, Kasachstan, in Zentralasien und in der Mongolei vor.[3]
- Alhagi maurorum Medik. (Syn.: Alhagi camelorum Fisch., Alhagi persarum Boiss. & Buhse, Alhagi pseudalhagi (M.Bieb.) Desv. ex B.Keller & Shap., Hedysarum alhagi L., Hedysarum pseudalhagi M.Bieb., Alhagi kirghisorum Grossh. non Schrenk)[3]: Sie kommt im europäischen Russland, in Kuwait, in Sibirien und von West- und Mittelasien bis zur Mongolei und vielleicht im nordwestlichen China vor. Als Neophyt kommt sie vor in Australien und in den USA.[2]
- Alhagi nepalensis (D.Don) Shap.: Sie kommt in Indien und Nepal vor.[3]
- Alhagi sparsifolia Shap. (Syn.: Alhagi kirghizorum var. sparsifolia Shap., Alhagi maurorum subsp. sparsifolium (Shap.) Yakovlev)[3]: Sie ist in Kasachstan, Kirgisistan, Tadschikistan, Turkmenistan, Usbekistan, in der westlichen Mongolei, in der westlichen Inneren Mongolei und in den chinesischen Provinzen zentrales bis nördliches Gansu, östliches Qinghai sowie östliches Xinjiang verbreitet.

## Nutzung
Die Zuckerausscheidungen der Blätter können zur Behandlung von Kopfschmerzen genutzt werden. Manche Arten sind gute Blattpflanzen/Grünpflanzen oder können gut Sand fixieren.

## Belege